# Fahéjszínű lármáskuvik
A fahéjszínű lármáskuvik (Megascops petersoni) a madarak (Aves) osztályának bagolyalakúak (Strigiformes) rendjéhez, ezen belül a bagolyfélék (Strigidae) családjához tartozó faj.

## Rendszerezése
A fajt John W. Fitzpatrick és John Patton O’Neil írták le 1986-ban, az Otus nembe Otus petersoni néven.

## Előfordulása
Az Andokban, Ecuador, Kolumbia és Peru területén honos. Természetes élőhelyei a szubtrópusi és trópusi hegyi esőerdők. Állandó, nem vonuló faj.

## Megjelenése
Testhossza 21 centiméter, testtömege 88-120 gramm.

## Természetvédelmi helyzete
Az elterjedési területe nem nagy, egyedszáma ugyan csökken, de még nem éri el a kritikus szintet. A Természetvédelmi Világszövetség Vörös listáján nem fenyegetett fajként szerepel.